# Amtsgericht Weilheim in Oberbayern

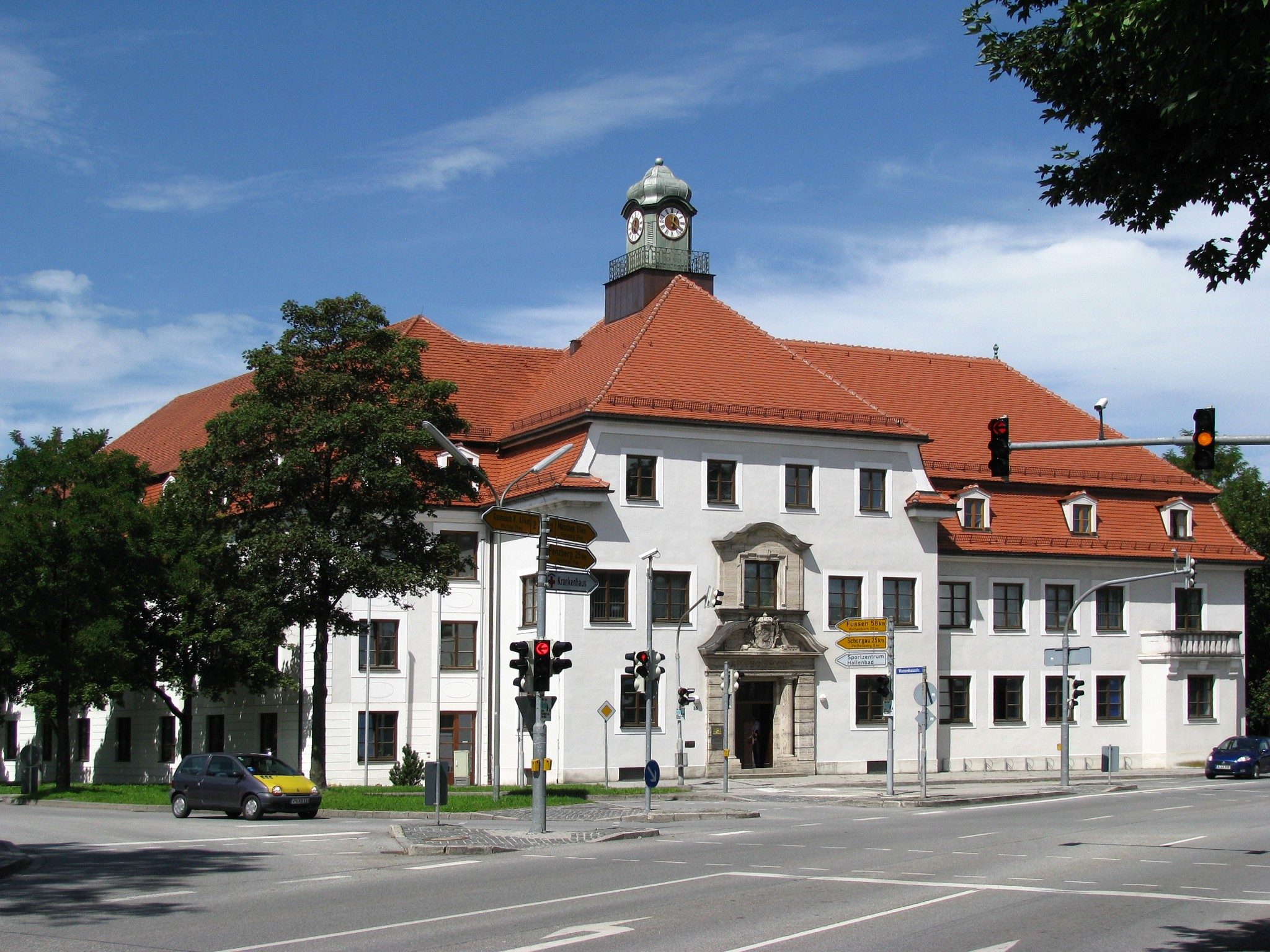
Amtsgericht Weilheim (Hauptgebäude)

Das Amtsgericht Weilheim in Oberbayern ist ein Gericht der ordentlichen Gerichtsbarkeit und eines von 73 Amtsgerichten in Bayern. Es ist in zwei Gebäuden aufgeteilt, dem Hauptgebäude in der Alpenstraße 16 und dem Nebengebäude in der Waisenhausstraße 5 in Weilheim in Oberbayern.

## Geschichte

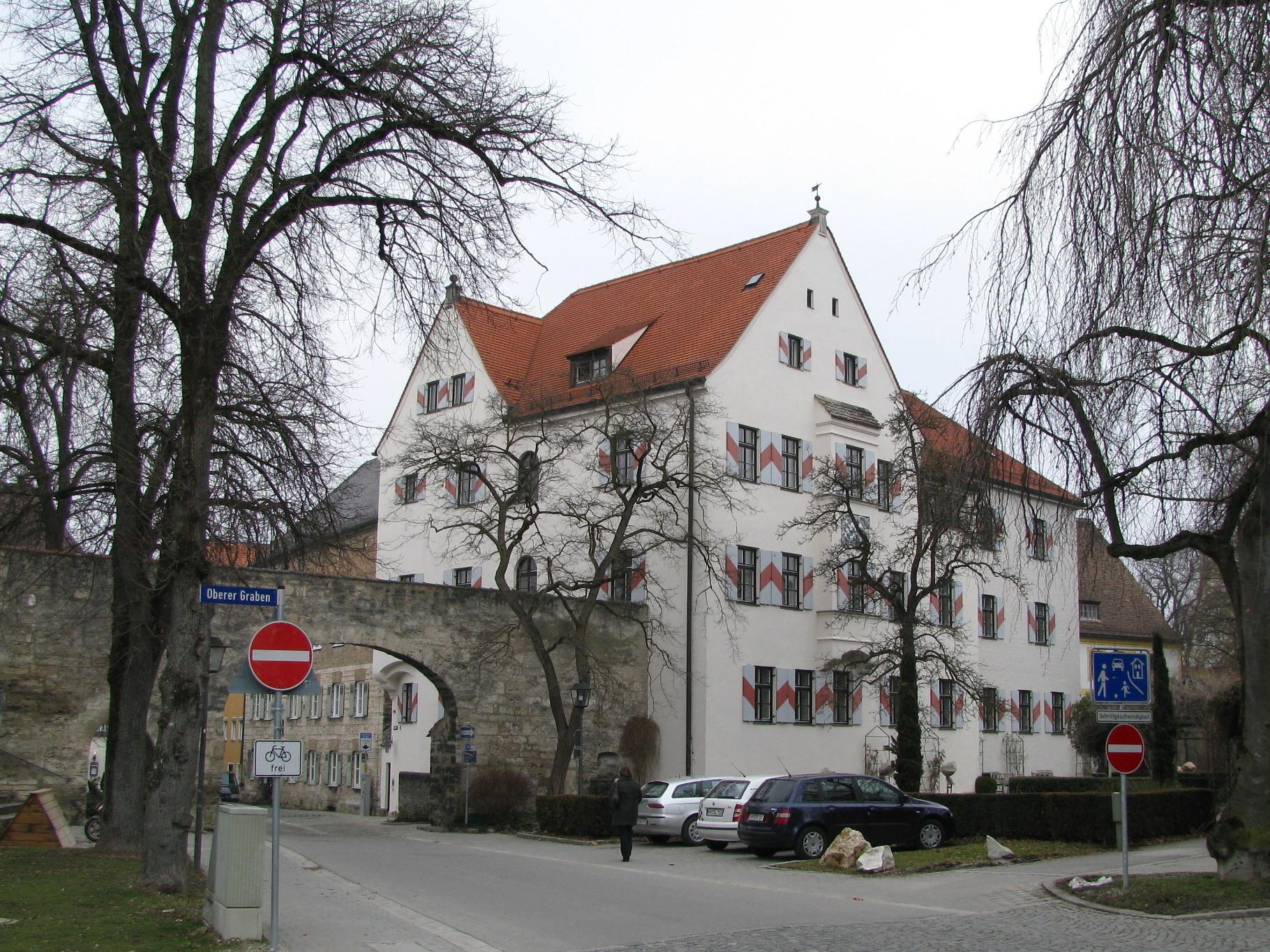
Ehemaliger Sitz des Gerichts im „Herzoglichen Pflegschloss“

Schon Mitte des 11. Jahrhunderts beginnt die Geschichte des Amtsgerichts. Im 13. Jahrhundert wurde die damalige Grafschaft Andechs den Wittelsbacher Herzögen zugesprochen, woraufhin man damit begann, eine Landgerichtsorganisation zu errichten. Es war der Beginn des Gerichts Pähl, das später in Gericht Weilheim umbenannt wurde. Eine wichtige Figur der Gerichtsbarkeit in Weilheim war Hans Heseloher (geboren um 1420), der zuerst zum Pfleger von Pähl und dann zum Land- und Stadtrichter zu Weilheim ernannt wurde. Noch heute erinnert eine Gedenktafel im Hauptgebäude an ihn. Nach seinem Tod wurde der Landrichter- und Pflegeamtssitz endgültig im Jahre 1520 vom Hochschloss Pähl nach Weilheim verlegt. Es hatte seinen Sitz in der Hofgasse im „Herzoglichen Pflegschloss“, in das danach das Finanzamt einzog. 1879 erfolgte die Umbenennung in Amtsgericht Weilheim. 
Das heutige Gebäude des Amtsgerichts in der Alpenstraße 16, 1915 als Unterkunft für das Wehrkreiskommando erbaut, wurde 1925 bezogen. 2006 wurde das Gebäude des Tierzuchtamtes in der Waisenhausstraße 5 gekauft. Das Versteigerungs- und Insolvenzgericht bezog das Gebäude am 1. Oktober 2007, das am 23. Oktober 2007 eingeweiht wurde.

## Zuständigkeitsbereich
Der Zuständigkeitsbereich erstreckt sich auf den gesamten Landkreis Weilheim-Schongau.
Folgende Verfahren werden an anderen Gerichten verhandelt:
- Bewährungshilfe (Landgericht München II)
- Handelsregister (Amtsgericht München)
- Vereinsregister (Amtsgericht München)

In der Nebenstelle des Amtsgerichts werden folgende Verfahren bearbeitet:
- Insolvenzverfahren
- Zwangsversteigerung
- Zwangsvollstreckung

Im Hauptgebäude werden insgesamt 13 Verfahrensarten verhandelt, von der Beratungshilfe bis hin zu Zivilverfahren.

## Beschäftigte
Es werden 10 Richter, 20 Rechtspfleger, 22 Justizfachwirte, 19 tariflich Beschäftigte, 5 Wachtmeister und 6 Gerichtsvollzieher beschäftigt.

## Übergeordnete Gerichte
Dem Amtsgericht Weilheim in Oberbayern ist das Landgericht München II übergeordnet, welchem das Oberlandesgericht München übergeordnet ist.